# Fußgängerbrücke Storkower Straße
Die Fußgängerbrücke Storkower Straße ist eine Fußgängerbrücke in Berlin, die zum Bahnhof Storkower Straße (früher: Zentralviehhof) über die Ringbahn führt. Im Berliner Volksmund heißt sie auch „Langer Jammer“. Von der ehemals 505 m langen Brücke ist nur das 130 m lange nordöstliche Teilstück erhalten.

## Lage
Die Brücke führte ursprünglich vom Bahnsteig des im Südosten des Ortsteils Prenzlauer Berg im heutigen Bezirk Pankow gelegenen S-Bahnhofs Zentralviehhof Richtung Südwesten über das Gelände des Zentralvieh- und Schlachthofs zum Wohngebiet um die Eldenaer Straße in Friedrichshain des Bezirks Friedrichshain-Kreuzberg. Die 1976–1977 gebaute Verlängerung der Brücke führt vom Bahnsteig in entgegengesetzte Richtung in den Ortsteil Fennpfuhl (Bezirk Lichtenberg). Die Brücke verlief damit durch drei Berliner Bezirke. Nach der Schließung des Zentralviehhofs wurde sie verkürzt und erhielt einen neuen Ausgang kurz hinter den Gleisen der Ringbahn.

## Geschichte
Bereits kurz nach der Eröffnung des Zentralviehhofs am 1. März 1881 wurde am 4. Mai der Bahnhof Zentralviehhof eröffnet. Damit Fußgänger vom S-Bahnhof über die vier Gleise des Entladebahnhofs zum Viehhof gelangen konnten, wurde eine rund 100 m lange hölzerne Fußgängerbrücke errichtet. Fußgänger, die weiter zum Wohngebiet an der Eldenaer Straße wollten, mussten auf der restlichen Strecke die Viehbetriebe passieren, was nicht ungefährlich war. 1928 wurden deshalb Planungen in Angriff genommen, eine Brücke zu bauen, die die komplette Strecke vom Bahnhof zur Eldenaer Straße überspannen sollte. Abstimmungsschwierigkeiten zwischen der Stadt Berlin, dem Viehhof und der Deutschen Reichsbahn verzögerten den Baubeginn bis zum Jahr 1937.

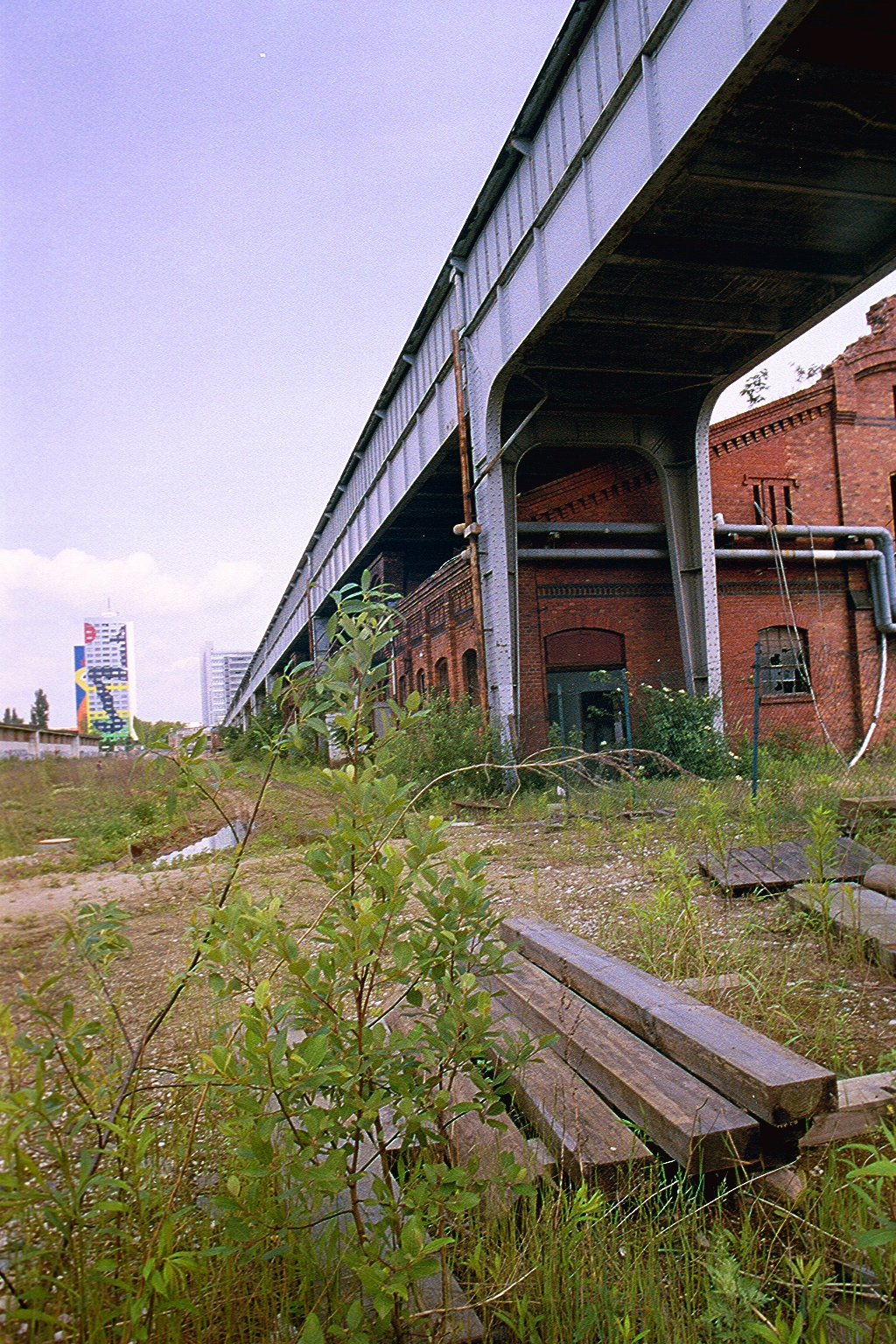
Langer Jammer: Blick von Süden, von der Eldenaer Straße Richtung Storkower Straße, 2002

Von 1937 bis Juli 1940 entstand quer über den Viehhof eine 420 m lange, vier Meter breite und sechs Meter hohe Fußgängerbrücke aus Stahl, die an der Eldenaer Straße in einen aus Backsteinen gebauten Treppenturm mündete. Um die Arbeiten auf dem Viehhof nicht zu behindern, stand sie auf 22 Stützen, die teilweise zwischen 20 und 32 m Abstand zueinander hatten. An einer Stelle wurden die Stützen beim Bau in das Dach eines der Rinderställe gebaut, so dass die Brücke über das Gebäude hinweg führte. Die Brücke war überdacht und mit undurchsichtigen Scheiben verglast. Grund für die Undurchsichtigkeit waren Bedenken des Brückenbauamtes, dass durch die „Möglichkeit der Beobachtung unvermeidlich mit dem Viehhofbetrieb verbundener Szenen insbesondere für die großstädtische Jugend eine sittliche Gefährdung vorhanden sei“. Zum Zeitpunkt der Fertigstellung der Stahlbrücke wurde die Holzbrücke abgerissen. Alliierte Bombenangriffe während des Zweiten Weltkriegs zerstörten das auffällige Bauwerk, das auf langen Strecken herunterstürzt. Nach dem Krieg wurde die Brücke bis 1951 gehoben und rekonstruiert.

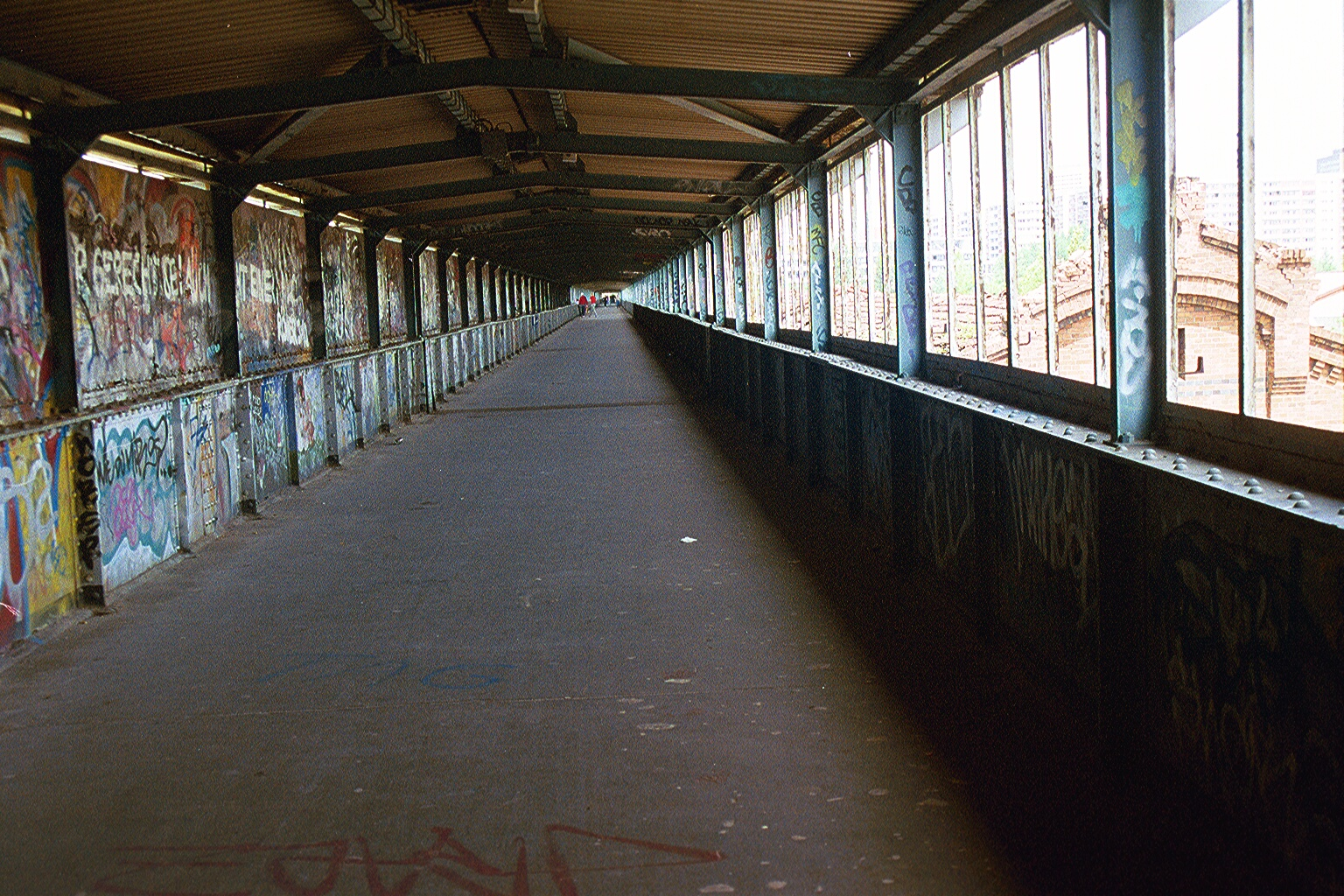
Innenansicht vor dem Abriss, 2002

Von 1976 bis 1977 wurde die Brücke umfangreich repariert und auf 505 m verlängert, indem ein 85 Meter langes Stück vom S-Bahnhof zum neuen Lichtenberger Wohngebiet Fennpfuhl angebaut wurde. Die Brücke war somit die längste Fußgängerbrücke Europas. Das zusätzliche Teilstück war bereits bei den Planungen in den 1930er Jahren vorgesehen gewesen, der Bau aber zurückgestellt worden. Kurz nach der Eröffnung der Verlängerung erhielt der S-Bahnhof am 15. Oktober 1977 seinen heutigen Namen Storkower Straße.
Während der Sanierung der Bahnhöfe der Ringbahn wurde das 85 m lange Teilstück von August 1996 bis Dezember 1997 für 1,3 Millionen Mark (kaufkraftbereinigt in heutiger Währung: rund 1,1 Millionen Euro) instand gesetzt und mit zwei behindertengerechten Fahrstühlen ausgestattet.
Ab 3. Juni 2002 erfolgte ein Abriss des 300 m langen mittleren Brückenteils, da die Brücke nicht in das Konzept der Stadtentwicklungsgesellschaft Eldenaer Straße für das Gelände passte und die Reparatur- und Erhaltungskosten bis zu 20 Millionen Euro betragen hätten. Bis Ende 2003 wurde ein 45 m langes Stück von der neuen Hermann-Blankenstein-Straße zum S-Bahnhof instand gesetzt und mit einem neuen Treppenaufgang versehen. Die Kosten für Abriss und Instandsetzung beliefen sich insgesamt auf etwa zwei Millionen Euro. Ein Abschnitt von 75 m Länge an der Eldenaer Straße blieb vorerst aus Denkmalschutzgründen erhalten, wurde aber im März 2006 ebenfalls abgerissen.
Im Volksmund hieß sie auch „Langer Jammer“, „Langes Elend“ oder „Rue de Galopp“ genannt. Die Straße Zum Langen Jammer im auf dem früheren Gelände des Zentralviehhofs entstandenen Eldenaer Viertel hat daher ihren Namen.